# Congratulations Remixes
Congratulations Remixes — мини-альбом музыкального коллектива MGMT, содержащий ремиксы со студийного альбома Congratulations, выпущен 15 марта 2011 года в США в ограниченном количестве для цифровой дистрибуции под эгидой Columbia Records. Ремиксами композиций занимались: Эрол Алкан, Корнелий и руководители звукозаписывающего лейбла Ed Banger Records. Все композиции ранее выпускались или были доступны в сети. Ремикс Congratulations был доступен как би-сайд одноименного сингла. Siberian Breaks был доступен для скачивание любому покупателю магазина MGMT, купившему виниловую пластинку. А Brian Eno выпускался на японской версии сингла Congratulations.

## Список композиций
| №                   | Название                                      | Длительность |
| ------------------- | --------------------------------------------- | ------------ |
| 1.                  | «Congratulations» (Erol Alkan Rework)         | 6:37         |
| 2.                  | «Siberian Breaks» (Ed Banger All Stars Remix) | 10:20        |
| 3.                  | «Brian Eno» (Cornelius Mix)                   | 4:12         |
| Общая длительность: | Общая длительность:                           | 21:06        |